# 울런공
울런공 (Wollongong)은 오스트레일리아의 도시로, 뉴사우스웨일스주에서 시드니, 뉴캐슬에 이어 세 번째로 큰 도시이다. 인구는 약 40만명이며 시드니에서 남쪽으로 한 시간 조금 넘는 거리에 위치해 있다. 울런공이라는 이름은 애버리진의 말로 "바다의 소리"또는 "커다란 물고기의 향연"이라고 한다. 주요 산업은 관광, 광산, 철광, 어업 등이다. 공립 종합대학인 울런공 대학교가 위치해 있다. 이 도시에는 남반구에서 가장 큰 불교사찰인 난티엔사(南天寺)가 자리잡고 있다.

## 정치
뉴 사우스 웨일즈를 14개로 분할한 지역의 하나로, 일라와라 지역 (Illawarra Region)이 울런공을 중심으로 구성되어 있다. 같은 도시 지역은 울런공과 쉘하버, 키아마 세 자치 단체의 관할 지역으로 분류된다.

## 경제
주요 산업은 제철 (블루 스코프 스틸) 및 관련 산업이다. 교육, 관광, 풍력 발전, 주택 건설 등 산업 구조의 다양화를 도모하고있다.

## 교통
대륙 순환 도로 있는 국도 1 라인을 구성하는 남부 고속도로가 시드니와 연결된다. 철도는 시티 레일 사우스 코스트 라인의 지선이 시드니와 나우라를 연결한다. 민영 노선 버스가 울런공 역을 중심으로 운행한다.

## 교육
울런공에는 중등 교육부터 울런공 대학교 및 TAFE Illawarra 전문대학과 같은 고등 교육에 해당되는 여러 기관들이 위치해 있다.

### 울런공 대학교
울런공 대학교 (영어: The University of Wollongong, UOW)는 1951년에 설립된 오스트레일리아의 연구중심 국립 종합대학으로서 캠퍼스 크기는 약 25만평이다. 시드니에서 남쪽으로 한 시간 조금 넘는 거리에 있는 뉴사우스웨일스 주에서 3번째로 큰 도시, 휴양지로도 유명한 울런공에 위치해 있다.

## 기후
| Wollongong University의 기후 | Wollongong University의 기후 | Wollongong University의 기후 | Wollongong University의 기후 | Wollongong University의 기후 | Wollongong University의 기후 | Wollongong University의 기후 | Wollongong University의 기후 | Wollongong University의 기후 | Wollongong University의 기후 | Wollongong University의 기후 | Wollongong University의 기후 | Wollongong University의 기후 | Wollongong University의 기후 |
| 월                           | 1월                          | 2월                          | 3월                          | 4월                          | 5월                          | 6월                          | 7월                          | 8월                          | 9월                          | 10월                         | 11월                         | 12월                         | 연간                         |
| ---------------------------- | ---------------------------- | ---------------------------- | ---------------------------- | ---------------------------- | ---------------------------- | ---------------------------- | ---------------------------- | ---------------------------- | ---------------------------- | ---------------------------- | ---------------------------- | ---------------------------- | ---------------------------- |
| 역대 최고 기온 °C (°F)       | 44.1 (111.4)                 | 41.7 (107.1)                 | 40.2 (104.4)                 | 35.4 (95.7)                  | 28.5 (83.3)                  | 24.7 (76.5)                  | 25.7 (78.3)                  | 30.3 (86.5)                  | 34.2 (93.6)                  | 38.8 (101.8)                 | 40.6 (105.1)                 | 41.5 (106.7)                 | 44.1 (111.4)                 |
| 일평균 최고 기온 °C (°F)     | 25.6 (78.1)                  | 25.6 (78.1)                  | 24.5 (76.1)                  | 22.5 (72.5)                  | 20.0 (68.0)                  | 17.6 (63.7)                  | 17.0 (62.6)                  | 18.3 (64.9)                  | 20.3 (68.5)                  | 22.1 (71.8)                  | 22.9 (73.2)                  | 25.0 (77.0)                  | 21.8 (71.2)                  |
| 일일 평균 기온 °C (°F)       | 21.7 (71.1)                  | 21.9 (71.4)                  | 20.6 (69.1)                  | 18.3 (64.9)                  | 15.9 (60.6)                  | 13.5 (56.3)                  | 12.6 (54.7)                  | 13.5 (56.3)                  | 15.4 (59.7)                  | 17.3 (63.1)                  | 18.6 (65.5)                  | 20.7 (69.3)                  | 17.5 (63.5)                  |
| 일평균 최저 기온 °C (°F)     | 17.9 (64.2)                  | 18.2 (64.8)                  | 16.7 (62.1)                  | 14.2 (57.6)                  | 11.8 (53.2)                  | 9.4 (48.9)                   | 8.3 (46.9)                   | 8.8 (47.8)                   | 10.6 (51.1)                  | 12.6 (54.7)                  | 14.4 (57.9)                  | 16.5 (61.7)                  | 13.3 (55.9)                  |
| 역대 최저 기온 °C (°F)       | 9.6 (49.3)                   | 10.3 (50.5)                  | 9.1 (48.4)                   | 5.1 (41.2)                   | 3.1 (37.6)                   | 2.0 (35.6)                   | 0.8 (33.4)                   | 2.0 (35.6)                   | 3.3 (37.9)                   | 4.7 (40.5)                   | 5.4 (41.7)                   | 8.3 (46.9)                   | 0.8 (33.4)                   |
| 평균 강우량 mm (인치)        | 130.3 (5.13)                 | 156.4 (6.16)                 | 160.4 (6.31)                 | 129.3 (5.09)                 | 106.4 (4.19)                 | 112.4 (4.43)                 | 63.4 (2.50)                  | 83.3 (3.28)                  | 67.4 (2.65)                  | 100.5 (3.96)                 | 115.6 (4.55)                 | 94.6 (3.72)                  | 1,320.9 (52.00)              |
| 평균 강우일수                | 13.8                         | 13.7                         | 14.5                         | 11.2                         | 10.8                         | 9.7                          | 8.5                          | 7.8                          | 9.3                          | 11.4                         | 13.6                         | 13.0                         | 137.3                        |
| 평균 오후 상대 습도 (%)      | 68                           | 69                           | 66                           | 63                           | 62                           | 59                           | 54                           | 52                           | 55                           | 61                           | 64                           | 64                           | 61                           |
| 출처:                        |                              |                              |                              |                              |                              |                              |                              |                              |                              |                              |                              |                              |                              |

## 자매도시
- 중국 룽옌 시
- 일본 가와사키시
- 북마케도니아 오흐리드

## 같이 보기
- 뉴캐슬 (뉴사우스웨일스주)
- 질롱